# Бачинський Омелян Васильович
Омеля́н Васи́льович Бачи́нський (пол. Emilian Baczyński; 1833, Жукотин, тепер Турківський район, Львівська область, Україна — 10 липня 1907, Самбір) — український актор, режисер і антрепренер. Засновник і перший директор театру товариства «Руська бесіда» у Львові (1864), першого українського професійного театру. Перший на Галичині поставив у цьому театрі «Назара Стодолю» Шевченка (5 травня 1864) та грав роль Назара.

## Життєпис
Народився 1833 року в селі Жукотині (Турківського повіту, Королівство Галичини та Володимирії, Австрійська імперія, нині Турківський район, Львівська область, Україна) в сім'ї священика.
У 1852—1857 роках працював у польському театрі. Протягом 1858—1863 — антрепренер польсько-української трупи, що виступала в Житомирі, Кам'янці-Подільському, Бердичеві, Одесі й Києві.
Весною 1865 року на чолі «Руського народнього театру» гастролював у Тернополі. Гембицький Тит, який в 1867 році заснував власний російсько-український театр в Хотині, в листопаді того року разом з ним приєднався до трупи Омеляна Бачинського (Кам'янець-Подільський).
Запрошений до Львова, 29 березня 1869 року виставою «Маруся» (за Квіткою-Основ'яненком) відкрив перший сезон українського театру. Бачинський поставив «Вечір на хуторі» (за творами Миколи Гоголя), «Безумна» (за мотивами «Русалки» А. Пушкіна).
Як актор О. Бачинський відзначався в ролях комедійного плану. 1894 року залишив театр.
Помер 10 липня 1907 року в м. Самбір у великій нужді.

## Родина
Дружина — Теофілія Бачинська з Лютомських (1837—1904), акторка. Разом з чоловіком заснувала театр т-ва «Руська бесіда» у Львові (1864). Перша на Галичині виконавиця ролі Галі у п'єсі «Назар Стодоля» Шевченка.